# 문나이트 (드라마)
《문나이트》(영어: Moon Knight)는 디즈니+에서 2022년 3월부터 5월까지 방영된 미국의 슈퍼히어로 드라마이다. 마블 코믹스의 캐릭터 문 나이트를 주인공으로 한 실사 작품으로 배우 오스카 아이작이 문나이트를 연기한다.

## 시놉시스
해리성 정체성 장애를 가진 용병 마크 스펙터는 이집트 신화의 달의 신 콘슈의 대리인이다. 이로 인해 스펙터와 그의 또 다른 인격인 박물관 문화상품점 직원 스티븐 그랜트는 신들 사이의 암투에 휘말린다.

## 출연진
- 오스카 아이작 - 마크 스펙터 / 문나이트 / 스티븐 그랜트 / 미스터 나이트 / 제이크 로클리 역
- 메이 칼라마위 - 라일라 엘 파울리 / 스칼렛 스카라브 역
- 카림 엘 하킴(현장 연기) / F. 머리 에이브러햄(목소리) - 콘수 역
- 에단 호크 - 아서 해로우 역
- 앤 아킨지린 - 바비 케네디 역
- 데이비드 간리 - 빌리 피츠제랄드 역
- 칼리드 압달라 - 셀림 역
- 가스파르 윌리엘 - 안톤 모가트 역
- 안토니아 살리브 - 타웨레트 역
- 페르난다 안드라지 - 웬디 스펙터 역
- 레이 루카스 - 일라이어스 스펙터 역
- 소피아 다누(현장 연기) / 사바 무바라크(목소리) - 암미트 역

## 한국판 성우진
- 위훈 - 마크 스펙터 / 스티븐 그랜트 / 문나이트(오스카 아이작)
- 변영희 - 아서 해로우(에단 호크)
- 곽규미 - 라일라 엘 파울리(메이 칼라마위)
- 유강진 - 콘수(F. 머리 에이브러햄)
- 배진홍 - 바비(앤 아킨지린) / 도나(루시 새커레이)
- 안효민 - 일라이어스 스펙터(레이 루카스) / 제이비(알렉산더 코브) / 빌리(데이비드 간리)
- 정의한 - 안톤 모가트(가스파르 윌리엘)
- 박시윤 - 웬디 스펙터(페르난다 안드라지)
- 강새봄 - 타웨레트(안토니아 살리브)
- 이명희 - 암미트(사바 무바라크)